# Marek Ławrynowicz

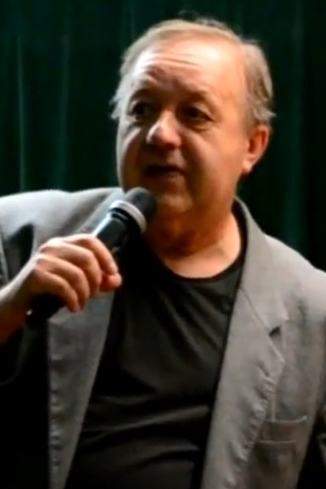
Marek Ławrynowicz (2014)

Marek Ławrynowicz (ur. 11 sierpnia 1950) – polski pisarz, autor słuchowisk radiowych, scenarzysta filmowy i poeta.

## Życiorys
Absolwent  XXV Liceum Ogólnokształcącego im. Józefa Wybickiego w Warszawie. Ukończył studia na wydziale polonistyki Uniwersytetu Warszawskiego. Pracował w różnych zawodach - był kaowcem, bibliotekarzem, a także młodszym betoniarzem, robotnikiem terenowym czy cukiernikiem.
Debiutował w 1974 roku jako poeta. Kilka lat zajmował się poezją wizualną, performance, mail artem, lecz ostatecznie wrócił do tradycyjnej prozy. Jego teksty cechuje prześmiewczy czarny humor. W 1996 roku otrzymał Nagrodę Fundacji „Wyzwania”, oraz wyróżnienie Biblioteki Raczyńskich za powieść Diabeł na dzwonnicy.
Jest autorem wielu słuchowisk radiowych, w tym obszernego cyklu utworów z Malinówkiem w tytule. Za słuchowisko Ameryka wkracza do Malinówka otrzymał nagrodę na festiwalu Dwa Teatry (2002). Na festiwalu w Bolimowie wyróżniono słuchowisko Tuba. Współtworzył także takie radiowe audycje satyryczne, jak Zsyp, Parafonia, Kiwi, Kiwirozmówki, powieść radiową W Jezioranach oraz telewizyjny Odjazd. Jest współautorem scenariusza serialu Blondynka.
Jest członkiem Stowarzyszenia Pisarzy Polskich, w którym pełnił funkcję m.in. członka Zarządu Głównego.
W latach 2007–2008 redaktor naczelny kwartalnika literackiego Wyspa. Od 2009 sprawuje opiekę redakcyjną nad niezależną audycją radiową „Szkiełko i oko”. 